# Kosovo KS12
Kosovo KS12 var namnet på den 12:e svenska kontingenten i Kosovo; en fredsbevarande enhet som Sverige skickade till Kosovo. 12:e svenska kontingenten Kosovo bestod av strax över 350 män och kvinnor.
Den största delen av personalen var grupperad vid Camp Victoria, i Hajvalia utanför Pristina.

## Förbandsdelar
- Kontingentschef: Övlt Bo Carlsson
- B coy: Det svenska skyttekompaniet ingående i brigaden. Befälhavare: Mj Svärd
- MNMPE (Multi Nationell Militär Polis Enhet): Enheten bestod av soldater och officerare från samtliga brigadens bidragande länder. Enheten var grupperad på Camp Victoria. Befälhavare: Kn Fagerberg, Kn Laine
- MNTC (Multi Nationell Transport Coy): Befälhavare: Mj Cannon Mehnert